# Білл Лоуренс
Вільям Ван Дазер Лоуренс IV, Білл Лоуренс (також Лоренс, англ. William Van Duzer 'Bill' Lawrence IV; нар. 26 грудня 1968, Риджфілд, Коннектикут) — американський сценарист, режисер і продюсер телевізійних програм. Найбільш відомий як творець телесеріалу «Клініка» (номінант двох премій «Еммі») і співавтор інших популярних телешоу. Власник продюсерської компанії «Doozer» (назва — гра слів з його другим ім'ям Дазер)

## Кар'єра
Після закінчення «Коледжу Вільяма і Мері» (Вільямсбург (Вірджинія), де він був членом престижного братства «Каппа Альфа», Лоуренс написав кілька сценаріїв для телевізійних серіалів: «Біллі» «Друзі», «Хлопець пізнає світ», «Няня», а також був продюсером мультиплікаційного серіалу «Школа клонів». Він також є творцем серіалів «Клініка» і «Спін-Сіті». У 2009—2015 рр. Лоуренс був співавтором, виконавчим продюсером, автором сценарію і режисером серіалу «Звабливі та вільні».
Лоуренс зіграв невелику роль у фільмі «Різдвяне кіно про маппетів» (англ. It's a Very Merry Muppet Christmas Movie), у якому взяли участь деякі актори серіалу «Клініка».
Білл Лоуренс з'явився в декількох епізодах серіалу «Клініка». Одна з перших появ — наприкінці епізоду 5-го сезону «My Missed Perception» — як один із співробітників клініки. У 6-му сезоні — в епізоді «Their Story» як один з відвідувачів кафе і у 8-му сезоні в епізоді «My Soul On Fire (Part 2)» як мировий суддя. Остання поява Лоуренса було в заключному епізоді 8-го сезону «My Finale (Part 2)», де він зіграв прибиральника, який зняв транспарант «Прощавай, Ді Джею», коли Ді Джей залишав клініку.

## Особисте життя
Першою дружиною продюсера була акторка Мегін Прайс («Правила спільного життя», «Ранчо»). Від 1999 року одружений з актрисою Крістою Міллер (Джордан у серіалі «Клініка» та Еллі Торез у серіалі «Звабливі та вільні»). У них троє спільних дітей: дочка Шарлотта Сара (нар. 8 червня 2000 року), син Вільям Стоддард (03.01.2003), син Генрі Вендузер (08.10.2006).

## Фільмографія

### Продюсер
| Рік       | Назва                               | Оригінальна назва                    | Примітки                                                |
| --------- | ----------------------------------- | ------------------------------------ | ------------------------------------------------------- |
| 2023—2024 | Правдива терапія                    | Shrinking                            | виконавчий продюсер і сценарист                         |
| 2020      | Тед Лассо                           | Ted Lasso                            | виконавчий продюсер (7 епізодів — після першого сезону) |
| 2019      | Віскі Кавалер                       | Whiskey Cavalier                     | виконавчий продюсер (13 епізодів)                       |
| 2018      | Безіменна комедія NBC про універмаг | Untitled NBC Department Store Comedy | виконавчий продюсер (телефільм)                         |
| 2018      | Мертвий усередині                   | Dead Inside                          | виконавчий продюсер (пілотний епізод)                   |
| 2018      | Довічне ув'язнення                  | Life Sentence                        | виконавчий продюсер (3 епізоди)                         |
| 2017      | Відстань                            | Spaced Out                           | виконавчий продюсер (телефільм)                         |
| 2016      | Година пік                          | Rush Hour                            | виконавчий продюсер (13 епізодів)                       |
| 2016      | Життя Бронксу                       | A Bronx Life                         | виконавчий продюсер (телефільм)                         |
| 2014—2015 | Непридатні до побачень              | Undateable                           | виконавчий продюсер (23 епізоди)                        |
| 2009—2015 | Звабливі та вільні                  | Cougar Town                          | виконавчий продюсер (102 епізоди)                       |
| 2013—2015 | Перший поверх                       | Ground Floor                         | автор і сценарист (20 епізодів)                         |
| 2014      | Виживання Джека                     | Surviving Jack                       | виконавчий продюсер (8 епізодів)                        |
| 2012      | Як батько                           | Like Father                          | виконавчий продюсер (телефільм)                         |
| 2011      | Звабливі та вільні: Мрії Енді       | Cougar Town: Andy's Dreams           | виконавчий продюсер (мінісеріал)                        |
| 2001—2010 | Клініка                             | Scrubs                               | виконавчий продюсер (182 епізоди)                       |
| 2009      | Клініка: Інтерни                    | Scrubs: Interns                      | виконавчий продюсер (мінісеріал)                        |
| 2006      | Ніхто не дивиться                   | Nobody's Watching                    | виконавчий продюсер (телефільм)                         |
| 2005      | Сповідь собаки                      | Confessions of a Dog                 | виконавчий продюсер (телефільм)                         |
| 2002—2003 | Школа клонів                        | Clone High                           | виконавчий продюсер (анімаційний мінісеріал)            |
| 1996—1997 | Спін-Сіті                           | Spin City                            | продюсер-супервайзер (24 епізоди)                       |
| 1997—1998 | Спін-Сіті                           | Spin City                            | співпродюсер (24 епізоди)                               |
| 1998—2000 | Спін-Сіті                           | Spin City                            | виконавчий продюсер (52 епізоди)                        |

### Сценарист
| Рік       | Назва               | Оригінальна назва    | Примітки                                             |
| --------- | ------------------- | -------------------- | ---------------------------------------------------- |
| 2023—2024 | Правдива терапія    | Shrinking            | розробник сюжету і сценарист (2 епізоди)             |
| 2020      | Тед Лассо           | Ted Lasso            | розробник сюжету, 10 епізодів (після першого сезону) |
| 2016      | Година пік          | Rush Hour            | розробник сюжету                                     |
| 2009—2015 | Звабливі та вільні  | Cougar Town          | автор і сценарист (понад 100 епізодів)               |
| 2013—2015 | Перший поверх       | Ground Floor         | автор і сценарист (20 епізодів)                      |
| 2012      | Як батько           | Like Father          | телефільм                                            |
| 2001—2010 | Клініка             | Scrubs               | автор і сценарист (понад 180 епізодів)               |
| 2006      | Ніхто не дивиться   | Nobody's Watching    | телефільм                                            |
| 2005      | Сповідь собаки      | Confessions of a Dog | телефільм                                            |
| 2002—2003 | Школа клонів        | Clone High           | автор і сценарист (анімаційний мінісеріал)           |
| 1996—2002 | Спін-Сіті           | Spin City            | автор і сценарист (понад 140 епізодів)               |
| 1996      | Чемпіони            | Champs               | 2 епізоди                                            |
| 1995      | Друзі               | Friends              | 1 епізод                                             |
| 1994      | Няня                | The Nanny            | 2 епізоди                                            |
| 1993      | Хлопець пізнає світ | Boy Meets World      | 1 епізод                                             |
| 1992      | Біллі               | Billy                | 1 епізод                                             |

### Режисер
| Рік       | Назва              | Оригінальна назва | Примітки    |
| --------- | ------------------ | ----------------- | ----------- |
| 2012      | Як батько          | Like Father       | телефільм   |
| 2009—2012 | Звабливі та вільні | Cougar Town       | 7 епізодів  |
| 2003—2009 | Клініка            | Scrubs            | 17 епізодів |
| 2006      | Альфа-мама         | Alpha Mom         | телефільм   |

### Актор
| Рік       | Назва              | Оригінальна назва | Примітки                    |
| --------- | ------------------ | ----------------- | --------------------------- |
| 2015      | Шістка рулить      | The Sixth Lead    | мінісеріал (3 з 5 епізодів) |
| 2009—2012 | Звабливі та вільні | Cougar Town       | офіцер поліції (2 епізодів) |
| 2006—2009 | Клініка            | Scrubs            | різні ролі (4 епізоди)      |
| 2002      | Школа клонів       | Clone High        | Тінь (голос, 3 епізоди)     |